# NGC 3636
NGC 3636 est une galaxie elliptique située dans la constellation de la Coupe. NGC 3636 a été découverte par l'astronome germano-britannique William Herschel en 1786.

## Caractéristiques
Sa vitesse par rapport au fond diffus cosmologique est de 2 111 ± 29 km/s, ce qui correspond à une distance de Hubble de 31,1 ± 2,2 Mpc (∼101 millions d'al).
L'étoile près de NGC 3636 est SAO 156618.

## Groupe de NGC 3672
La galaxie NGC 3636 est un membre d'un trio de galaxies, le groupe de NGC 3672. L'autre galaxie du trio est NGC 3637.

### Paire de galaxies
Selon Vaucouleurs et Corwin, NGC 3636 et NGC 3637 forment une paire de galaxies.